# Tropo (filosofia)
Il termine tropo (dal greco τρόπος trópos, derivato da trépō, «volgo, trasferisco») è stato introdotto, in filosofia da Aristotele per indicare i vari modi del sillogismo  e ripreso con significato diverso nell'ambito della tradizione scettica, da un gruppo di filosofi detti neo-pirroniani (o "veri scettici") (attivi fra il I e II secolo d.C.) per classificare situazioni contraddittorie, o anche solo controverse, in cui le difformità di opinione comportano la sospensione del giudizio già teorizzata in modo sistematico per la prima volta dall'Accademia media platonica (attiva dal III secolo a.C. al I secolo a.C.).
A ben vedere il lemma tropo ha un significato assimilabile al concetto aristotelico di accidente , specialmente diffuso nella  scolastica medioevale, che sta ad indicare la caratteristica  che appartiene a un ente in modo non sostanziale e quindi, essendo soggetta al divenire, di mutevole e incerta conoscenza .
Più propriamente, con il termine tropi sono indicati i percorsi confutativi che conducono a situazioni contrastanti in cui è praticabile unicamente la sospensione di ogni dichiarazione di conoscenza; si tratta pertanto, in senso più ampio, delle cause fondamentali che impediscono l'assenso a qualunque tipo di verità basata sull'esperienza sensibile e quindi la costruzione di un sapere autentico.
L'elencazione dei tropi ci è riportata da Sesto Empirico, che arriva ad enumerarne diciassette, di cui i primi dieci derivanti dalla classificazione proposta da Enesidemo:
Il secondo modo…deriva dalla differenza fra gli uomini. Perché se anche per ipotesi si conceda che siano più credibili gli uomini delle bestie, troveremo, a causa delle differenze che esistono fra di noi, indotta una sospensione del giudizio. Delle due parti di cui si dice che l'uomo sia composto, l'anima e il corpo, per ognuna di queste differiamo fra noi…Perciò anche nel desiderare e fuggire le cose c'è molta differenza…e della grande, anzi infinita differenza fra le menti degli uomini è massima prova la discrepanza fra le affermazioni dei dogmatici…anche riguardo a cosa si debba cercare o evitare…anche per questo sarà indotta la sospensione del giudizio. .
…esaminiamo il terzo modo…proveniente dalla differenza fra le sensazioni. Che differiscano fra loro le sensazioni è evidente: le pitture alla vista paiono aver rientranze e sporgenze, non certo al tatto. Il miele appare gradevole alla lingua per alcuni, sgradevole agli occhi.... Perciò quale sia in realtà ognuna di queste cose, non possiamo dire; possiamo dire quale ci appaia di volta in volta.... E non riuscendo i sensi a comprender gli oggetti, neppur la mente ci riesce. Sicché anche per questo discorso pare concludersi la sospensione sugli oggetti esterni.
…prendiamo anche il quarto modo, detto delle circostanze…nei casi dello stato naturale o innaturale, della veglia e del sonno, dell'età, del muoverci o star fermi, dell'odiare o amare, affamati o sazi, ubriachi o astemi, delle predisposizioni, dell'aver coraggio o paura, dolore o gioia. Essendoci così grandi disuguaglianze…è forse facile dire quale appaia ciascun oggetto, non quale sia. 
Il quinto modo riguarda le posizioni, intervalli di tempo e luoghi, poiché per ognuno di questi le stesse cose appaiono differenti. Per esempio lo stesso portico visto da un'estremità pare restringersi, visto stando a metà sembra tutto uguale… lo stesso remo, immerso in parte in acqua sembra spezzato, visto fuori dell'acqua sembra diritto…il collo di una colomba, se diversamente inclinato, sembra di colore diverso. Siccome tutti i fenomeni si vedono in un luogo, in un intervallo, in una posizione…siamo costretti anche da ciò ad arrivare alla sospensione.
Il sesto modo riguarda le mescolanze: …poiché nessun oggetto si coglie in sé stesso, ma almeno con altro, si può ben dire qual è la mescolanza dell'oggetto con ciò che viene percepito insieme; ma non quale sia l'oggetto in sé…
Il settimo modo riguarda le quantità e costituzioni degli oggetti, intendendo per costituzioni le composizioni…per esempio, i granelli di sabbia, presi a uno a uno, paiono ruvidi, messi in un mucchio danno impressione di morbidezza. Così il rapporto di quantità e costituzione confonde la percezione degli oggetti.
L'ottavo modo è quello della relazione…Questo si dica in due sensi: rispetto al giudicante e rispetto alle cose percepite insieme. Che tutto è relativo s'è già detto, rispetto al giudicante, che tutto appare relativo a un dato animale, a un dato uomo, a un dato senso, a una data circostanza; rispetto alle cose percepite insieme, che tutto appare relativo a una data mescolanza, località, composizione, quantità, posizione.
Del nono modo, della continuità o rarità degli incontri, diciamo questo: il Sole è certo molto più impressionante di una cometa; ma poiché vediamo continuamente il Sole e raramente una cometa, noi dalla cometa siamo colpiti tanto da crederla un segno divino, mentre dal Sole non siamo per niente impressionati…possiamo anche dire quale ci appaia ciascuna cosa a seconda della continuità o rarità degli incontri, ma non quale sia, nudo e crudo, ciascuno degli oggetti esteriori.
Il decimo modo che attiene specialmente ai fatti morali, riguarda l'educazione, i costumi, le leggi, le credenze mitiche e le opinioni dogmatiche… Non possiamo dire quale sia di sua natura un oggetto, ma quale appaia a seconda dell'educazione, della legge, del costume ecc. Anche per ciò dobbiamo sospendere il giudizio sulla natura della realtà esterna.»
A questi dieci tropi Sesto Empirico ne aggiungerà cinque, riferibili all'opera di scettici più recenti rispetto a Enesidemo. Diogene Laerzio invece attribuisce questi ulteriori 5 tropi ad Agrippa :
- 1) il tropo della "dissonanza" , della diversità di opinioni tra le varie filosofie e in particolare tra la filosofia e la vita reale;
- 2) il Regresso all'infinito [6]
- 3) il rapporto soggetto-oggetto per cui l'esistenza di un oggetto fenomenico è riferibile a un soggetto che lo percepisce e dunque non esiste un oggetto in sé.
- 4) il tropo dell'ipotesi che si verifica quando i dogmatici assumono qualcosa come certo senza dimostrarne la verità.
- 5) il diallele o circolo vizioso.

Sesto Empirico ne menziona infine ulteriori due, attribuiti ad altri scettici , che sussumono tutti gli altri:
- 1) l'impossibilità di comprendere una cosa per sé stessa;
- 2) l'impossibilità di comprenderla facendo riferimento a un'altra cosa.

I tropi dimostrano, secondo gli scettici, che non si può affermare nulla di definitivo e certo relativamente alla conoscenza e al comportamento dell'uomo. Enesidemo mette infatti in rilievo le differenze che sussistono tra gli esseri viventi, tra i regimi politici, tra i diversi comportamenti morali, tra le costumanze, tra le leggi, e afferma che i sensi umani sono contingenti, che la conoscenza viene condizionata da molte cose esteriori quali le distanze, le grandezze, i movimenti e oltre a ciò dal fatto che non si trovano nelle medesime condizioni di esistenza i giovani e gli anziani, quelli che sono svegli e quelli che dormono, concludendo che l'uomo non ha percezione di nulla di certo e sicuro. Infatti a suo avviso tutto è relativo e il sapiente non può far altro che astenersi da ogni giudizio definitivo, sospendendolo in attesa di arrivare a una conoscenza più chiara.